# City of Canning
City of Canning är en kommun i Australien. Den ligger i delstaten Western Australia, omkring 12 kilometer sydost om delstatshuvudstaden Perth. Antalet invånare är 96 356. Arean är 65 kvadratkilometer.
Följande samhällen finns i Canning:
- Canning Vale
- Willetton
- Bentley
- Wilson
- Ferndale
- Cannington
- Queens Park
- East Cannington
- Rossmoyne

Runt Canning är det i huvudsak tätbebyggt. Runt Canning är det tätbefolkat, med 790 invånare per kvadratkilometer. Genomsnittlig årsnederbörd är 1 018 millimeter. Den regnigaste månaden är maj, med i genomsnitt 176 mm nederbörd, och den torraste är februari, med 9 mm nederbörd.